# FutureWave Software
FutureWave Software, Inc  була компанією з розробки програмного забезпечення, розташованою в Сан-Дієго, Каліфорнія. Компанію заснували Чарлі Джексон і Джонатан Гей 22 січня 1993 року. Віце-президентом з маркетингу була Мішель Велш, яка також прийшла з Silicon Beach Software, а потім з Aldus Corporation.
Першим продуктом компанії був SmartSketch, програма для малювання для ОС PenPoint і планшетного комп’ютера EO. Коли ручні обчислення не почали розвиватися, SmartSketch було перенесено на платформи Microsoft Windows і Macintosh.
У міру того, як Інтернет ставав все більш популярним, FutureWave зрозумів потенціал інструменту векторної веб-анімації, який може кинути виклик технології Macromedia Shockwave. У 1995 році FutureWave модифікувала SmartSketch, додавши функції покадрової анімації, і повторно випустила його як FutureSplash Animator для Macintosh і Windows. На той час компанія додала другого програміста Роберта Тацумі, художника Адама Грофчіка та PR-фахівця Ральфа Міттмана.
У грудні 1996 року компанія FutureWave була придбана компанією Macromedia, яка перейменувала редактор анімації у Macromedia Flash.